# Ketchikan
Ketchikan (tlingit: Kichx̱áan) är stad (city) i Ketchikan Gateway Borough i delstaten Alaska i USA. Staden, som är Alaskas sjätte största till folkmängden, är belägen i den sydligaste delen av delstaten cirka 370 kilometer sydost om huvudstaden Juneau och cirka 100 kilometer väster om gränsen mot Kanada, på Revillagigedo Island. Ketchikan hade 8 192 invånare, på en yta av 12,70 km² (2020). Staden är huvudorten i Ketchikan Gateway Borough.
I Ketchikan finns ett av University of Alaska Southeasts campusområden.